# Drosophila speciosa
Drosophila speciosa este o specie de muște din genul Drosophila, familia Drosophilidae, descrisă de Silva și Martins în anul 2004. Conform Catalogue of Life specia Drosophila speciosa nu are subspecii cunoscute.